# Casa Massana (Torà)
La casa Massana, més coneguda a la vila com Cal Guatlles, és una casa de Torà, a la comarca del Solsonès, inclosa a l'Inventari del Patrimoni Arquitectònic de Catalunya. Forma part del conjunt de cases que tanquen la plaça de la Font pel nord.

## Descripció

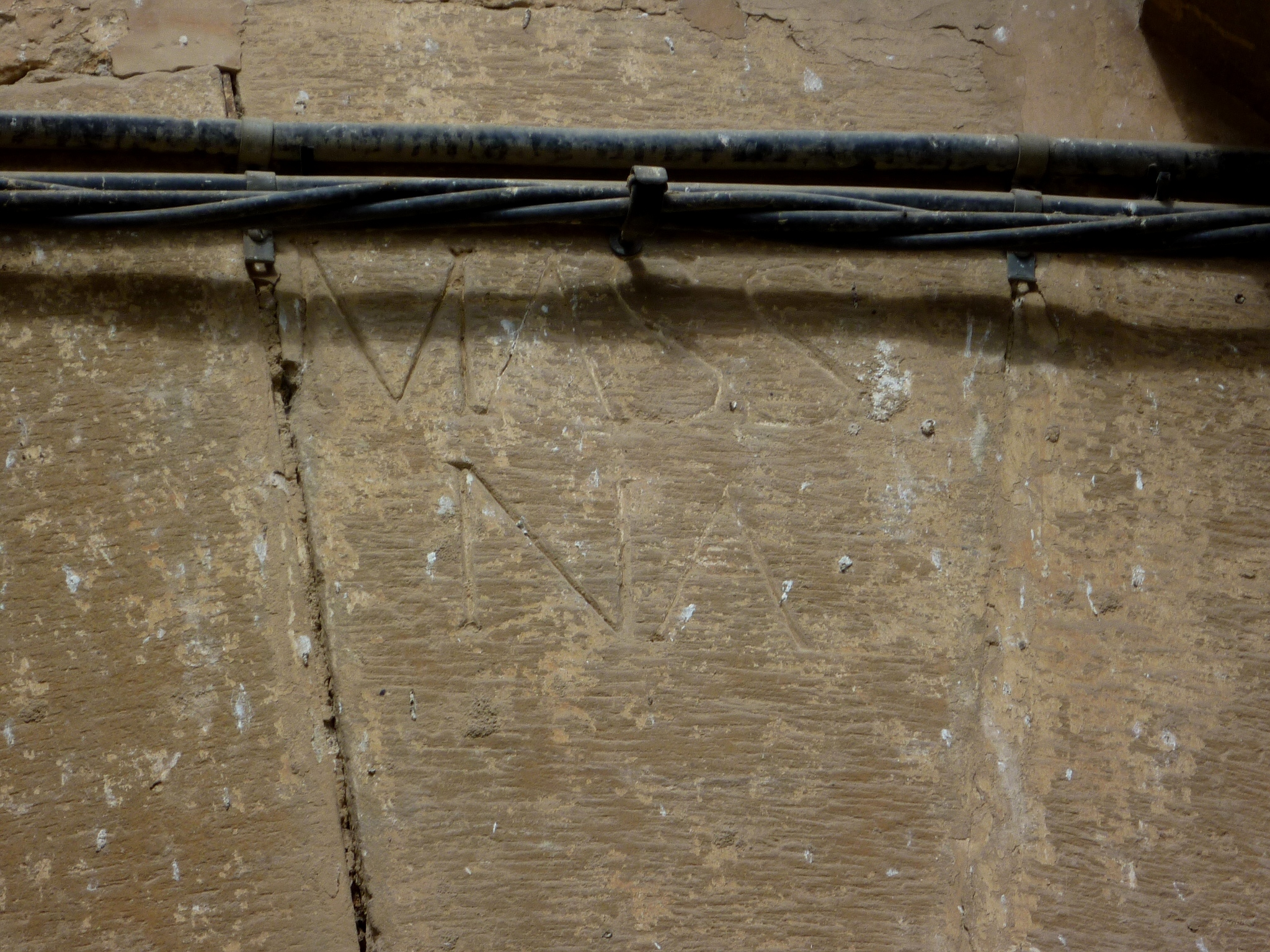
Inscripció a la clau de volta del portal

Antiga casa senyorial de pedra amb tres pisos d'alçada.
A la planta baixa una portada dovellada d'arc de mig punt, utilitzada al dia d'avui com a porta de garatge, porta a la clau de l'arc la inscripció "MASSA-NA"
Al primer pis trobem dues portes balconeres amb motllura amb els seus respectius balcons i baranes de forja. El segon pis repeteix el mateix patró que el primer però el balcó és corregut. Per acabar, hi ha una planta superior amb dues finestres amb llinda i ampit
L'aparell és força regular i està format per filades de carreus mitjans molt ben treballats.